# Carabella
Genre
Carabella est un genre d'araignées aranéomorphes de la famille des Salticidae.

## Distribution
Les espèces de ce genre sont endémiques du Panama.

## Liste des espèces
Selon World Spider Catalog (version 18.0, 17/03/2017) :
- Carabella banksi Chickering, 1946
- Carabella insignis (Banks, 1929)

## Publication originale
- Chickering, 1946 : The Salticidae of Panama. Bulletin of the Museum of. Comparative Zoology, vol. 97, p. 1-474 (texte intégral).